# L'ultima occasione (Non voglio che Clara)
L'ultima occasione è il primo singolo dei Non voglio che Clara ed è tratto dall'album Hotel Tivoli del 2004. È stato stampato su CD in tiratura limitata e attualmente non è più in commercio.

## Il singolo
L'ultima occasione è la cover di un successo di Mina, che lo incise nel 1965.

## Tracce
1. L'ultima occasione
2. Il nastro rosa

## Formazione
- Fabio De Min: voce, chitarra, piano
- Matteo Visigalli: basso
- Stefano Scariot: chitarre
- Fabio Tesser: batteria

Altri musicisti
- Nicola Manzan: violino
- Andrea Pellizzari: violoncello
- Stefano Canei: sassofono
- Moreno Dal Farra: batteria (solo su: Il nastro rosa)